# Osečany
Osečany település Csehországban, a Příbrami járásban. Osečany Křečovice, Sedlčany, Prosenická Lhota, Kňovice és Radíč településekkel határos. Lakosainak száma 269 fő (2024. január 1.).

## Népesség
A település lakosságának változását az alábbi diagram mutatja:
| Lakosok száma | 567  | 605  | 523  | 372  | 294  | 266  | 256  | 257  | 263  | 269  |
|               | 1869 | 1890 | 1921 | 1950 | 1980 | 2001 | 2017 | 2019 | 2022 | 2024 |